# Sonatin
Sonatin (av italienska sonatina och franska sonatine, diminutiv av sonata respektive sonate) är en mindre sonat, ofta i färre satser. Det är vanligen ett övningsstycke.